# 112e régiment d'infanterie (France)
Le 112e régiment d'infanterie (112e RI) est un régiment d'infanterie de l'Armée de terre française créé sous la Révolution à partir de la 112e demi-brigade de première formation.

## Création et différentes dénominations
- 1794 : création de la 112e demi-brigade de première formation à partir de l'amalgame des
  - 2e bataillon du 56e régiment d'infanterie (ci-devant Bourbon)
  - 7e bataillon de volontaires du Doubs
  - 2e bataillon de volontaires des Deux-Sèvres également appelé 22e bataillon des réserves
- 1796 : La 112e demi-brigade n'est pas créée lors du deuxième amalgame de 1796, elle le sera en
- 1801 : Le 15 novembre, création d'une première 112e demi-brigade de deuxième formation, formée à partir de la 2e demi-brigade piémontaise qui est dissoute le 16 germinal an XI (6 avril 1803)
- 1803 : Le 6 avril, une deuxième 112e demi-brigade de deuxième formation est formée de troupes belges (volontaires et conscrits flamands, wallons et bruxellois) par le général belge Jean-Baptiste L'Olivier.
- 1803 : réorganisé le 24 septembre 1803, il devient le 112e régiment d'infanterie de ligne. Le régiment se couvre de gloire durant les campagnes napoléoniennes.
- 1814 : dissolution
- 23 août 1870 : création du 12e régiment de marche d'infanterie
- 1er novembre 1870 : prend le nom de 112e régiment d’infanterie de ligne
- 1871 : dissolution
- 1872 : recréation du 112e régiment d’infanterie de ligne
- 1914 : à la mobilisation, il donne naissance au 312e régiment d’infanterie

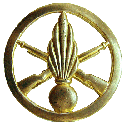
Insigne de béret d'infanterie.

## Chefs de corps (colonel sauf mention contraire)
- 1794 : chef de brigade Pierre-André Miquel
- 1801 : chef de brigade Rossignol (?)
- 1802 : chef de brigade Trepied (?)
- 1803 : colonel Jean-Baptiste L'Olivier
- 1807 : colonel Raymond Pierre Penne
- 1811 : colonel Jean Joseph Benuzan
- 1813 : colonel Charles Angélique François Huchet de La Bédoyère
- 3 mars 1898 - 1903 : Félix Washington Latour d’Affaure
- janvier 1904 - juin 1905 : Charles Holender
- ? - 24 juin 1909 : Corneille Gustave Ernest Trumelet-Faber
- juillet 1909 - 30 octobre 1913 : Gaston Dupuis
- 13 janvier 1914 - 22 juin 1914 : Charles Alexis Vandenberg
- 23 juin 1914 - 20 mai 1916 : Hubert Alexandre Victor Garnier
- 24 mai 1916 - 18 novembre 1916 : lieutenant-colonel Honoré Michel Étienne Tronyo
- 19 novembre 1916 - 1er juillet 1918 : lieutenant-colonel Jean François Henri Gustave de Gail
- 10 juillet 1918 - 13 février 1919 : Fernand Marie Robert De France
- 12 avril 1919 - juillet 1922 : Eugène Carlier
- 1922 - 1923 {dissolution} : René Mangematin
- 1939 - 1940 {dissolution} : lieutenant-colonel Nauche

### Recréation dans la réserve, régiment de défense de points sensibles
- 1977 - 1981 : colonel Hubert Michel
- 1981 - 1984 : colonel Roland Gras
- 1984 - 1987 : {dissolution} colonel Claude Martin-Jaubert

## Historique des garnisons, combats et batailles

### Guerres de la Révolution et de l'Empire
À la suite d'un arrêté du 6 avril 1803, le 112e régiment d'infanterie de ligne est créé à Bruxelles par le colonel Jean-Baptiste L'Olivier. Il était principalement formé de conscrits et de volontaires, tant flamands que wallons ou bruxellois, recrutés dans les neuf départements établis par le régime français.

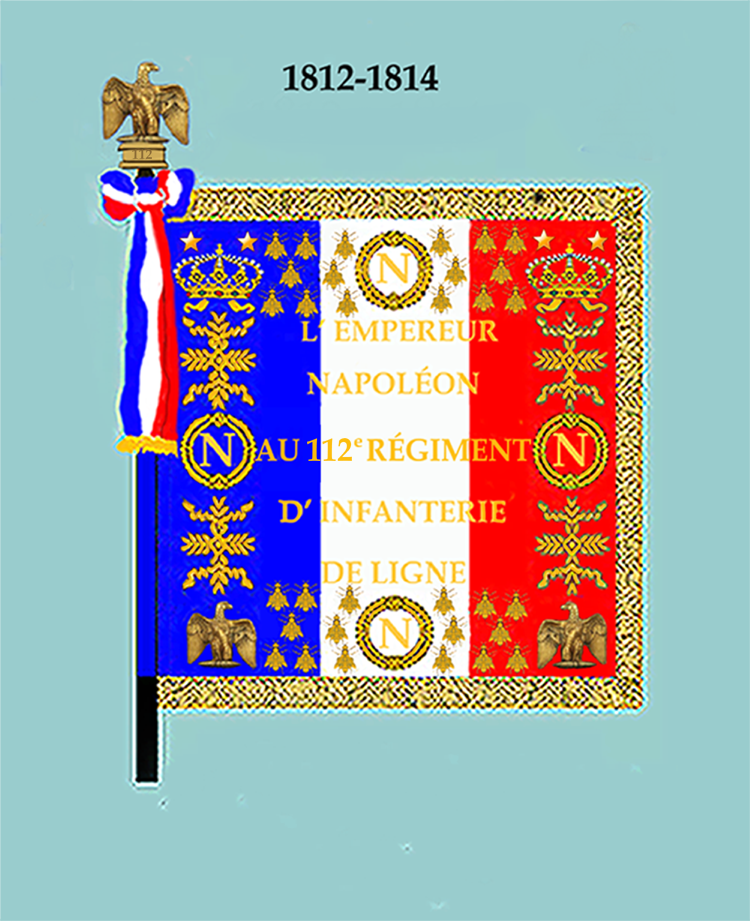
Drapeau modèle de 1812 (avers).
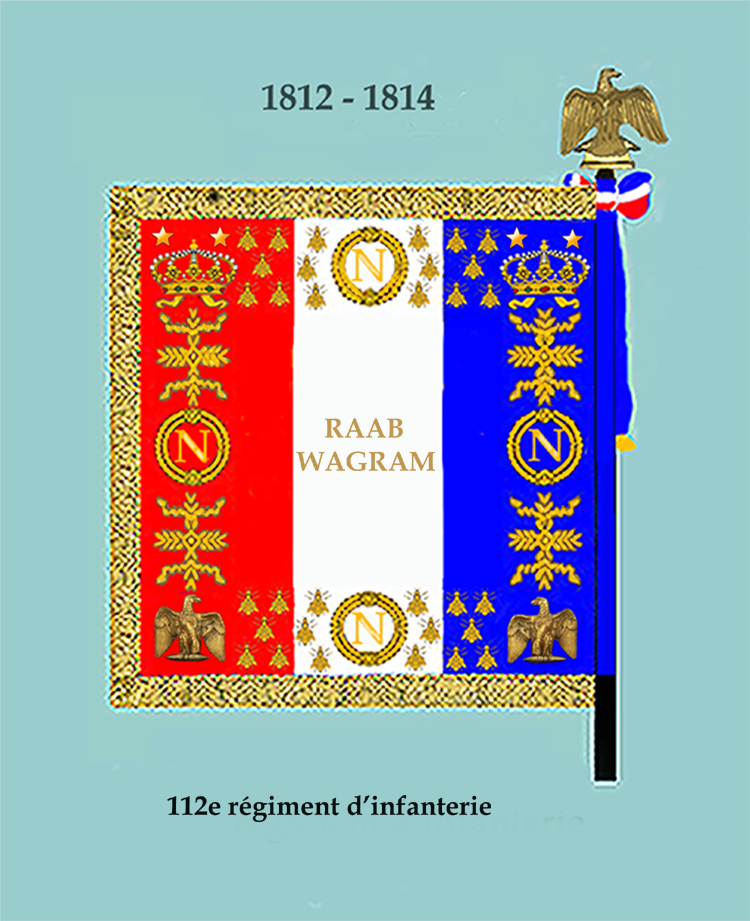
Drapeau modèle de 1812 (revers).

- 1813 : Campagne d'Allemagne
  - 16-19 octobre : Bataille de Leipzig

### Second Empire
Un décret impérial du 19 juillet 1870 portait que les quatrièmes bataillons des régiments d’infanterie de ligne pourraient être formés en régiments de marche, composés chacun de
trois bataillons. En conséquence de ce décret, le 23 août 1870 les quatrièmes bataillons des 90e, 93e et 95e de ligne, réunis au fort d'Aubervilliers, furent constitués en régiment, sous la dénomination de 12e régiment de marche d'infanterie.
Un décret, daté du 28 octobre 1870, prescrivit que les 39 régiments de marche formés jusqu'alors prendraient la dénomination de régiments d’infanterie de ligne, qu'ils porteraient les numéros 101 et suivants jusqu'au numéro 139. En exécution de ce décret, le 12e régiment d'infanterie de marche prit, à la date du 1er novembre, la dénomination de : 112e régiment d'infanterie de ligne.
- 1870-1871 : Siège de Paris

### De 1871 à 1914
Le 29 janvier 1871 le 112e régiment d'infanterie rentre dans Paris, et le 7 février il est désarmé en exécution de la convention signée, le 28 janvier, entre la Prusse et le gouvernement français.
Le 26 mars 1871, le régiment est fusionné avec le 12e régiment d'infanterie de ligne.
En avril 1871, le 112e régiment d'infanterie est dissous.
Un décret du président de la République en date d'avril 1872 ayant prescrit que les régiments provisoires devenaient définitifs et prendraient la dénomination de régiment de ligne avec un numéro de série, le 12e régiment d'infanterie provisoire prend la dénomination de « 112e régiment d'infanterie de ligne ».
Le régiment, qui est depuis 1871 en Algérie, forme son 4e bataillon à Dellys.

### Première Guerre mondiale
Rattachements: Toulon et Hyères, 57e Brigade d'Infanterie, 15e corps d'Armée, 3e armée.
- 29e Division d'Infanterie d'août 1914 à juin 1915.
- 126e Division d'Infanterie de juin 1915 à novembre 1918.

#### 1914
- Août en Lorraine à Diarville, bataille des frontières (Moncourt, Dieuze, Bidestroff), retraite (Gelucourt, Combat de Petite-Maixe, Neuviller-sur-Moselle)
- Août / septembre : bataille de la trouée de Charmes (combat de Lamath, Xermaménil)
- Septembre : déplacement vers la région de Bar-le-Duc, bataille de la Marne (combat de Vassincourt, Mort-Homme, Forges-sur-Meuse, Béthincourt
- Septembre 1914 / juin 1915 : Verdun (secteur d'Avocourt)

#### 1915
- Juin / août : Argonne (bois de la Gruerie, secteur de la Haute-Chevauchée)

#### 1916
- Mai : repos
- Mai / juillet : Verdun (cote 304, Mort-Homme)
- Novembre / décembre : repos et instruction
- Décembre : Verdun
- Décembre 1916/ janvier 1917 : repos (salmagne, Géry)

#### 1917
- Côte du Talou, Charny, Champneuville, Samogneux.

#### 1918
- Les combats de Chevincourt et Mélicocq, les combats d'août (Santerres - Arvillers), bataille du Vermandois.
- La cravate de son drapeau reçoit la Croix de guerre 1914-1918 avec quatre palmes et une étoile de vermeil, puis la fourragère aux couleurs du ruban de la Médaille militaire décernée le 13 novembre 1918.

### Seconde Guerre mondiale
Formé le 4 septembre 1939 sous le nom de 112e régiment d'infanterie alpine (RIA) sous les ordres du lieutenant-colonel Nauche. Il appartient à la 29e division d'infanterie alpine.

## Drapeau du régiment

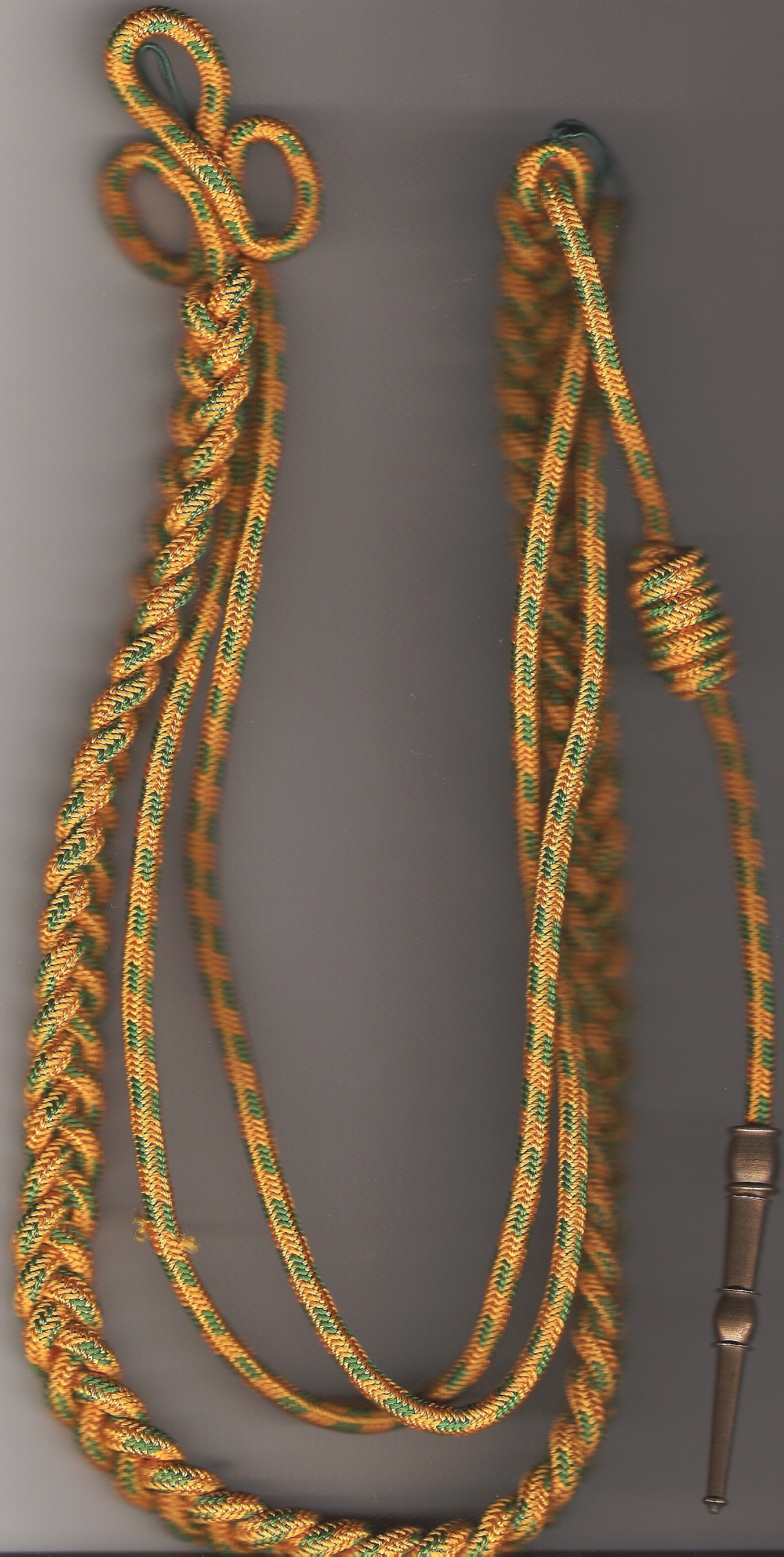
fourragère aux couleurs du ruban de la médaille militaire.

Il porte, cousues en lettres d'or dans ses plis, les inscriptions suivantes :

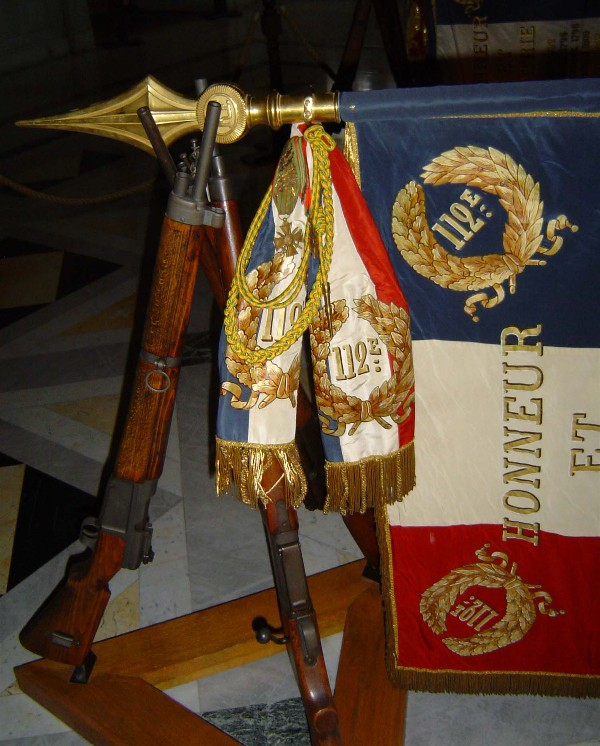
Drapeau du d'infanterie.

- Raab 1809
- Wagram 1809
- Lützen 1813
- Bautzen 1813
- Argonne 1915
- Verdun 1916-1917
- Montdidier 1918
- Mont d'Origny 1918

## Décorations du régiment
Sa cravate est décorée de la Croix de guerre 1914-1918  avec quatre citations à l'ordre de l'armée, une citation à l'ordre du corps d'armée.
Le port de la fourragère aux couleurs du ruban de la médaille militaire.

## Personnalités ayant servi au112eRI
- Henri Poeymirau (1869-1924), en 1911, commandant du 4e bataillon, compagnon de Lyautey et futur général de division.
- Pierre Louis Sarlandie des Rieux (1870-1915), qui signait Lionel des Rieux en littérature.
- Maurice Bokanowski (1879-1928), député de la Seine, a servi comme officier jusqu'au printemps 1915.
- Jean de Latard de Pierrefeu (1881-1940), futur rédacteur du communiqué du Grand Quartier général avant d'être l'auteur de Plutarque a menti, a servi au début de la guerre comme sous-officier puis officier de réserve.
- Jules-Gérard Jordens (1885-1916), poète, y fait la première année de service militaire de 1906 à 1907. Son nom est inscrit au Panthéon parmi les 560 écrivains morts au combat pendant la Première Guerre mondiale.
- René Cassin (1887-1976), y a effectué son service militaire en 1906-1907
- Simon Sabiani (1888-1956), député et maire de Marseille, proche du grand banditisme durant l'entre-deux-guerres.
- Victor Tuby (1888-1945), lors des combats du Bois-le-Prêtre[4].
- Paul Didier (1889-1961), magistrat et fonctionnaire du ministère de la Justice, y est mobilisé durant la Première Guerre mondiale.
- André Martel (1893-1976) y a effectué son service militaire d'août 1914 à juin 1915[5]. Son premier recueil poétique Poèmes d’un poilu, poèmes des tranchées et des cantonnements (Reims, J. Matot, 1916) le fera lauréat des Jeux Floraux de Reims de 1914-1915.

### Sources, bibliographie, témoignages de combattants
- Publication de la Réunion des officiers, Historique du 112e régiment d'infanterie de ligne, Paris, Dutemple, 1875, 170 p.
- Historique du 112e régiment d'infanterie de ligne, Lithographié [Antibes], 1890, 144 p.
- Historique du 112e régiment d'infanterie pendant la grande guerre 1914-1918, Aix-en-Provence, Roubaud, 33 p. (lire en ligne sur Gallica).
- Pierre Médan (lieutenant), La première fourragère du 112e, A. Dragon, 1919, Aix-en-Provence, 99 p.
- Pierre Médan (lieutenant), La fourragère jaune et verte du 112e, A. Dragon, 1919, Aix-en-Provence, 149 p.
- Guy Barruol, Un Haut-Provençal dans la Grande Guerre : Jean Barruol (Correspondance 1914-1920), Éditions Alpes-de-Lumière, 2004
- Francis Mazel, Le journal d'un poilu, "au fil du rasoir…", Éditions Lacour, 2005
- Olivier Gaget (éd.), Un officier du 15e corps : Carnets de route et lettres de guerre de Marcel Rostin (1914-1916), C'est-à-dire Éditions, 2008
- Olivier Gaget, Les poilus juifs d'un régiment provençal. Le 112e d'infanterie dans la Grande Guerre, Publibook, 2014
- Olivier Gaget, Lionel des Rieux, vie et mort d'un poète, Édilivre 2018